# Attends moi, Papa

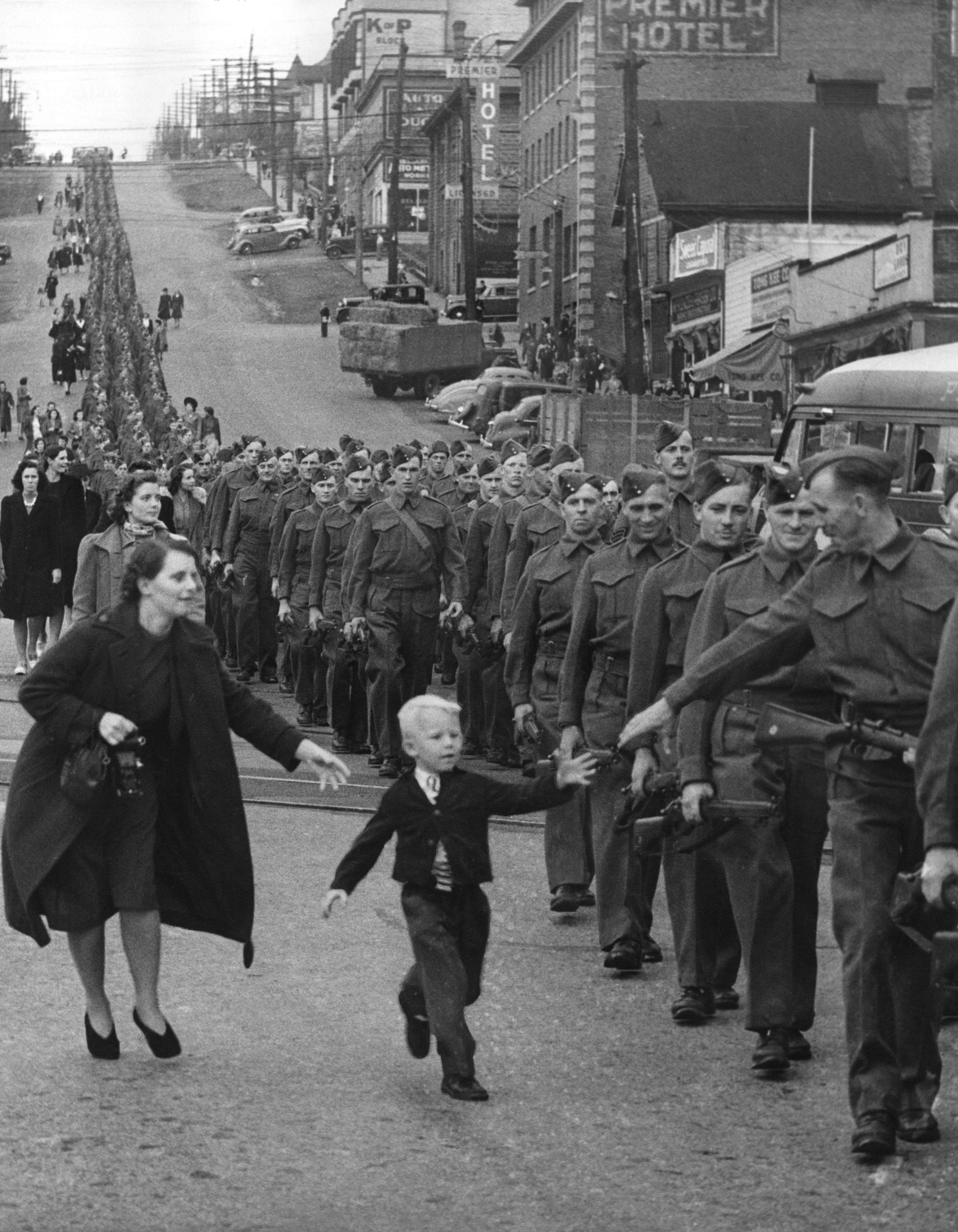
Attends moi, Papa, photographie de Claude P. Dettloff.

Attends moi, Papa, en anglais : Wait for Me, Daddy, est une photographie de Claude P. Dettloff (en) prise le 1er octobre 1940. Alors que les troupes du The British Columbia Regiment (Duke of Connaught's Own)  descendent la huitième rue à l'intersection de Columbia Street, à New Westminster, en Colombie-Britannique (Canada), Claude P. Dettloff va prendre la photographie. C'est alors que le jeune Warren « Whitey » Bernard se sépare de sa mère pour rejoindre son père, le soldat Jack Bernard. La photo est largement diffusée dans des magazines tels que Life et Time et est utilisée dans le cadre de campagnes de souscription d'obligations de guerre.